# Tom Gauld
Tom Gauld est un dessinateur et illustrateur britannique né en 1976. Il a étudié l'illustration à l'université d'Édimbourg et au Royal College of Art. 

## Biographie
Tom Gauld est connu pour trois livres majeurs : The Gigantic Robot, Goliath et Vous êtes tous jaloux de mon jetpack. Il a réalisé un nombre important de livres au format réduit, comme Guardians of the Kingdom, Robots, Monsters etc., Hunter and Painter et sa bande dessinée Vers la Ville (Move to the city), qui a été publiée chaque semaine dans le  London's Time Out en 2001 et 2002.
Tom Gauld a étudié  l'illustration à l'université d'Édimbourg et au Royal College of Art. Au Royal College of Art, il commence à réaliser des bandes dessinées avec son amie Simone Lia. Ils fondent Cabanon Press en 2001.
Ses livres sont désormais publiés par Drawn and Quarterly et les Éditions 2024 en France. Il travaille régulièrement pour le New Yorker, le New York Times, le Guardian et New Scientist.
Tom Gauld vit à Londres avec sa femme, l'artiste Jo Taylor.

## Œuvres
- 2004 : Move to the City, B.ü.L.B Comix (Suisse)
- 2013 : Goliath, L'Association
- 2014 : Vous êtes tous jaloux de mon jetpack, Éditions 2024 (France) & Éditions Alto (Québec)
- 2015 : Vers la ville, Éditions 2024
- 2016 : Police Lunaire (titre original : Mooncop)[4], octobre 2016, Éditions 2024
- 2017 : En Cuisine avec Kafka, octobre 2017, Éditions 2024 (France) & Éditions Alto (Québec)
- 2020 : Le département des théories fumeuses[5] (titre original : Department of Mind-Blowing Theories), juin 2020, Éditions 2024
- 2021 : Le petit robot de bois et la princesse bûche ((en)  The little wooden robot and the log princess), l'École des loisirs[6]
- 2022 : La Revanche des bibliothécaires (titre original : Revenge of the Librarians), septembre 2022[7], Éditions 2024 - Sélection officielle du Festival d'Angoulême 2023

## Prix et distinctions
- 2015 :  Sélection officielle Festival d'Angoulême 2015 pour Vous êtes tous jaloux de mon jetpack
- 2017 :  Sélection officielle Festival d'Angoulême 2017 pour Police Lunaire
- 2018 :  Prix Eisner de la meilleure publication humoristique pour En cuisine avec Kafka
- 2021 :  Finaliste du Prix Eisner de la meilleure publication humoristique pour The Department of Mind-Blowing Theories[8].
- 2022 :  Sélection Prix Sorcières[9] Catégorie Carrément beau maxi pour Le petit robot de bois et la princesse bûche
- 2023 :  Prix Eisner de la meilleure publication humoristique pour La Revanche des bibliothécaires[10]